# Långtjärnen (Gideå socken, Ångermanland, 705687-165346)
Långtjärnen är en sjö i Örnsköldsviks kommun i Ångermanland och ingår i Husåns huvudavrinningsområde.